# Listă de actori români
Aceasta este o listă de actori români notabili. Vedeți și Listă de actrițe române.
Cuprins: Început - 0–9 A B C D E F G H I J K L M N O P Q R S T U V W X Y Z

## A
- Mircea Albulescu
- Matei Alexandru
- Moscu Alkalai
- Mircea Anca
- Valeriu Andriuță
- Ion Anestin
- Nuni Anestin
- Marcel Anghelescu
- Mircea Anghelescu
- Costache Antoniu
- Kristaq Antoniu
- Costache Aristia
- Alexandru Arșinel
- Nicky Atanasiu
- George Paul Avram

## B
- Daniel Badale
- Nicolae Bălțățeanu
- Ștefan Bănică
- Ștefan Bănică Jr.
- Cazimir Belcot
- Radu Beligan
- Mihai Bendeac
- Ion Besoiu
- Alexandru Bindea [1]
- Grigore Vasiliu Birlic
- Mihai Bisericanu
- Dan Bittman
- Claudiu Bleonț
- Marius Bodochi
- Dan Bordeianu
- Emil Botta
- Cosma Brașoveanu
- Ion Brezeanu
- Dragoș Bucur
- Tony Bulandra

## C
- Horia Căciulescu
- Mihai Călin[2][3][4][5][6][7]
- Florin Călinescu
- Puiu Călinescu
- George Calboreanu
- Costache Caragiale
- Armand Calotă
- Toma Caragiu
- Ion Caramitru
- Jules Cazaban
- Ilarion Ciobanu
- Aurel Cioranu
- George Ciprian
- Ștefan Ciubotărașu
- Liviu Ciulei
- Constantin Codrescu
- Cornel Coman
- Costel Constantin
- George Constantin
- Jean Constantin
- Mihai Constantin
- Vasile Cosma
- Geo Costiniu
- Octavian Cotescu
- Constantin Cotimanis
- Gheorghe Cozorici
- Eugen Cristea
- Tomi Cristin
- Alexandru Critico
- Szabolcs Cseh
- Nicu Constantin
- Constantin Cojocaru

## D
- Mircea Daneliuc
- Alexandru Darie
- Iurie Darie
- Toma Dănilă
- Gheorghe Dănilă
- Valer Dellakeza
- Aristide Demetriade
- George Demetru
- Mircea Diaconu
- Ion Dichiseanu
- Gheorghe Dinică
- Constantin Dinulescu
- Constantin Diplan
- Mihai Donțu[8]
- State Dragomir
- Constantin Drăgănescu
- Andrei Duban
- Radu Duda

## F
- Ion Finteșteanu
- Jean Lorin Florescu
- Tudorel Filimon
- Mișu Fotino
- Mișu Fotino
- Silvia Fulda
- Dumitru Furdui

## G
- Vladimir Găitan
- Nicolae Gărdescu
- Ilie Gheorghe
- Radu Gheorghe
- Miluță Gheorghiu
- Petre Gheorghiu
- Florian Ghimpu
- Alexandru Giugaru
- Aurel Giurumia
- Petre Gheorghiu-Dolj

## H
- Ion Haiduc
- Marian Hudac

## I
- Cabral Ibacka
- Gheorghe Ionescu-Gion
- Ioan Andrei Ionescu
- Șerban Ionescu
- Ștefan Iordache
- Marcel Iureș
- Ioan Isaiu
- George Ivașcu
- Cristian Iacob
- Gheorghe Ilie

## K
- Dina König

## L
- Nae Lăzărescu
- Petre Liciu
- Ion Lucian
- Roxana Lupu

## M
- Ernest Maftei
- Grigore Manolescu
- Ion Manu
- Ion Marinescu
- Nicolas Masson
- Mihai Mălaimare
- Horațiu Mălăele
- Vasile Mențel [9][10]
- Mihai Mereuță
- Ștefan Mihăilescu-Brăila
- Matei Millo
- Ovidiu Iuliu Moldovan
- Anghel Mora
- Marin Moraru
- George Motoi
- Vasile Muraru
- Gheorghe Mureșan
- Nae Gheorghe Mazilu

## N
- Sergiu Nicolaescu
- Ion Niculescu
- Constantin I. Nottara
- Stelian Nistor
- Vasile Nițulescu

## O
- Virgil Ogășanu
- Constantin Orologea

## P
- Radu Panamarenco
- Alexandru Papadopol
- Sebastian Papaiani
- Mihail Pascaly
- Ioan Gyuri Pascu
- Șerban Pavlu
- Nucu Păunescu
- Dragoș Pâslaru
- Amza Pellea
- Emanoil Petruț
- Florin Piersic
- Adrian Pintea
- Florian Pittiș
- Virgil Platon
- Ion Plăeșanu
- Mihai Popescu
- Mitică Popescu
- Dan Puric

## R
- Rudi Rosenfeld
- Ștefan Radof
- Constantin Rauțchi
- Colea Răutu
- Marian Râlea
- Dem Rădulescu
- Victor Rebengiuc
- Alexandru Repan
- Dumitru Rucăreanu

## S
- Geo Saizescu
- Ion Sapdaru
- Constantin Sassu
- Ștefan Sileanu
- Nicolae Soreanu
- Gabriel Spahiu
- Cristina Stamate[11]
- Gheorghe Storin
- Silviu Stănculescu
- Traian Stănescu
- Marius Stănescu

## Ș
- Mircea Șeptilici
- Horia Șerbănescu
- Cristian Șofron
- Cosmin Șofron
- Eusebiu Ștefănescu

## T
- Ion Talianu
- Ștefan Tapalagă
- Gheorghe Timică
- Ion Toboșaru
- Constantin Toneanu
- Vasile Toneanu
- Constantin Tănase

## U
- Ion Ungureanu
- Valentin Uritescu

## V
- Răzvan Vasilescu
- Andi Vasluianu
- Ștefan Vellescu
- Mihai Verbițchi
- Mircea Veroiu
- Victor Antonescu
- Adrian Vîlcu
- Gheorghe Visu
- Dorel Vișan
- George Vraca
- Jorj Voicu

## Z
- Florin Zamfirescu

- Dan Zorilă